# Амансио Ортега
Амансио Ортега (шп. Amancio Ortega Gaona; Леон, 28. март 1936) је шпански привредник.
Рођен је као син железничког радника и кућне помоћнице. Оснивач је и председник компаније Индитекс која је власник брендова као што су Зара, Зара Хом, Страдиваријус, Бершка, Масимо дути као и многих других. Отвара своју прву радњу 1975. године која је ће касније постати веома популаран ланац продавница назван Зара.
Најбогатији је Шпанац и на осмом месту је по богатству у 2007. години у свету. За његову компанију ради 14 000 запослених. Иако је веома богат не размеће се својим богатством, одбија да носи кравату а медији ниси имали до 1997. године чак ни његову фотографију. Познат је по томе да никада није дао интервју за медије. Још једна његова специфичност је да сматра да класично рекламирање само бацање пара.